# Colleen Lee
Colleen Lee, właściwie Lee Ka Ling (chiń. trad. 李嘉齡; pinyin Lǐ Jiālíng; jyutping lei5 gaa1 ling4; ur. 11 października 1980 w Hongkongu) – hongkońska pianistka, laureatka wielu konkursów pianistycznych, w tym VI nagrody na XV Międzynarodowym Konkursie Pianistycznym im. Fryderyka Chopina (2005).

## Życiorys
Naukę gry na fortepianie rozpoczęła w czwartym roku życia. W latach 1999–2003 uczyła się w Hong Kong Academy for Performing Arts, a później w Hochschule für Musik und Theater w Hanowerze. Jej nauczycielami byli Eleanor Wong i Arie Vardi. 
Brała udział w wielu konkursach pianistycznych, na których reprezentowała zwykle Hongkong i Chiny:
- Międzynarodowy Konkurs dla Juniorów im. Giny Bachauer w Salt Lake City (1993) – I nagroda
- Międzynarodowy Konkurs dla Młodych Pianistów im. Giny Bachauer w Salt Lake City (1999) – II nagroda
- Międzynarodowy Konkurs Akademii Muzycznej w Hamamatsu (2002) – I nagroda
- Międzynarodowy Konkurs Pianistyczny Seilera w Kitzingen (2003) – I nagroda
- XV Międzynarodowy Konkurs Pianistyczny "Città di Cantù" (2005) – III nagroda
- XV Międzynarodowy Konkurs Pianistyczny im. Fryderyka Chopina w Warszawie (2005) – VI nagroda
- Międzynarodowy Konkurs Muzyczny w Sendai (2007) – V nagroda

Występuje w wielu krajach. Początkowo koncertowała głównie w Azji (Hongkong, Bangkok, Dżakarta), a po sukcesach na konkursach również w Europie (Londyn, Berlin, Amsterdam, Praga, Festiwale w Prades, Asyżu i w Dusznikach) i Stanach Zjednoczonych (Nowy Jork, Boston). Współpracuje w wieloma orkiestrami. Dokonywała nagrań dla radia i telewizji w Hongkongu. Nagrała kilka płyt, m.in. z muzyką Fryderyka Chopina i Domenica Scarlattiego.